# Château de Castelnou
Pour les articles homonymes, voir Castelnou (homonymie).
Ne doit pas être confondu avec Château de Castelnau (homonymie).
Le château de Castelnou (castrum novum ou castellum novum, le « château neuf », qui devint en catalan Castell Nou) est un château fort médiéval à Castelnou, dans les Pyrénées-Orientales. Il resta pendant quatre siècles la résidence des vicomtes de Castelnou.

## Histoire
Le château est mentionné pour la première fois en 988 et 990 sur le territoire d'un château antérieur celui de Cameles (Castro Camelas, cité en 941; il est alors le siège du pouvoir comtal de Besalú en Vallespir. Oliba Cabreta (v. 920-990), après la mort de son frère aîné, Sunifred II, en 965, devient comte de Cerdagne, qui comprend la suzeraineté sur la vicomté de Fenouillèdes. Il ajoute à son domaine Berga et Ripoll. En 979, Roger Ier de Carcassonne lui cède le Capcir. À la mort de son frère Miron III, en 984, il devient comte de Besalú. A sa mort il lègue à son fils aîné Bernard Taillefer (v. 970-1020), le comté de Besalú (988-1020) et Ripoll (1003-1020), Peypertuse, Vallespir, et la vicomté de Fenouillèdes. Son second fils Guifred II de Cerdagne (v. 970-1049) reçoit le comté de Cerdagne (988-1035), Berga (1003-1035) Capcir, du Conflent.
Une dizaine d'années plus tard, le château est le siège d'un vicomte, délégué du comte de Besalú pour le Vallespir. Ce vicomte, Guillaume Ier, prend le titre de vicomte de Castelnou en 1018. Cette juridiction vicomtale s'étendait sur tous les fiefs et forteresses du Vallespir, les vicomtes de Castelnou étaient seigneurs directs avec haute, moyenne et basse justice des fiefs suivants: Pontellà (Ponteilla), Sant-Feliu d'Avall; Sant Feliu d'Amunt, Cameles, Corbera, Fontcoberta, Queixàs (Caixas), Montauriol d'Amunt et d'Avall, Montauriol de Santa Coloma des les Illes (actuellement au territoire de Caixas), Prunet, Sant-Pere de la Serra (territoire de Bellpuig), Teulis, et Croanques. En 1286 le château est assiégé et prit par le roi de Majorque
Ses descendants résident à Castelnou jusqu'en 1286. Cette année-là, le château fut pris d'assaut par les troupes de Jacques II de Majorque lors de la croisade d'Aragon. Le château est restitué au vicomte Jaspert V en 1299, par le traité d'Argelès. La vicomté est supprimée en 1321, la même année meurt Jaspert, le château passe brièvement à sa fille et héritière Sibil.la, puis après la mort de cette dernière, à la veuve de Jaspert, Galcerande de Narbonne, qui le vend au roi de Majorque. Ce dernier le cède à son tour à la famille de Fenouillet, qui le revend elle-même à Bérenger de Castelnou, dernier représentant de la famille vicomtale. Sans héritier, il vend le château à la fin du XIVe siècle à la famille de Llupia, qui le conserve jusqu'au XVIIIe siècle. En 1483, le baron de Castelnou se rebelle contre la tutelle de Louis XI. Le château est assiégé par les troupes du gouverneur de Roussillon. Pendant les XVIIe siècle et XVIIIe siècle, le château fut laissé à l'abandon, servant à l'occasion de carrière de pierres. À la fin du XIXe siècle (1876-1880) le château fut racheté par Ernest de Stagé, originaire de Prades qui entreprit sa restauration pour le rendre habitable, achevée en 1897. Il y mourut en 1899. Plusieurs propriétaires se succèdent jusqu'à l'incendie de 1981 et son acquisition par une société civile immobilière  Château de Castellnou.
Racheté en octobre 2018 au Crédit agricole Sud Méditerranée par le Conseil départemental pour l'euro symbolique, il devrait rouvrir au public après d'importants travaux de mise en sécurité pour l'été 2020 .

## Architecture

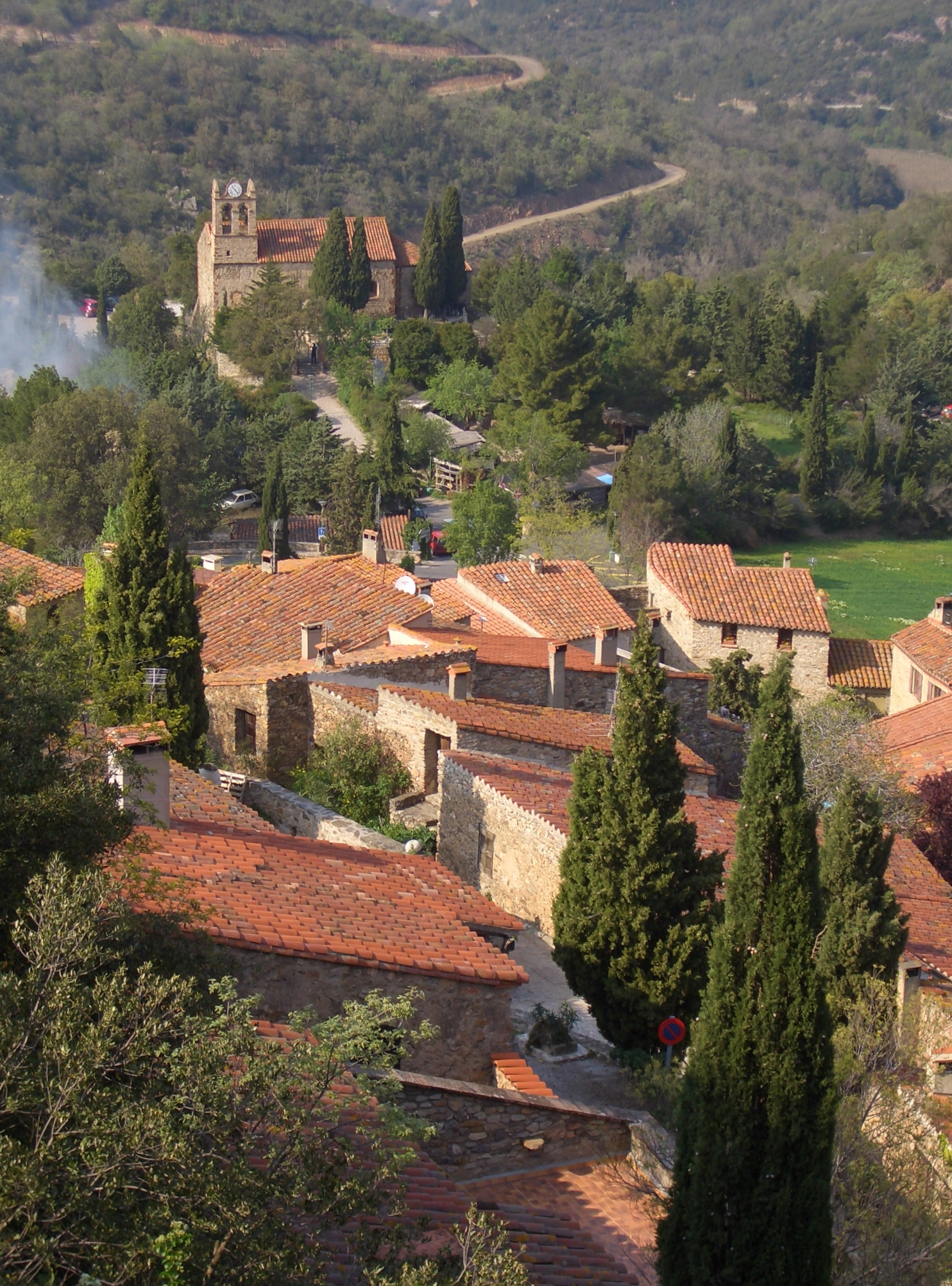
Vue du village depuis le château de Castelnou. A l'arrière-plan l'église Sainte-Marie du Marcadal.

### Château
Le château a un peu la forme d'un pentagone irrégulier avec deux côtés seulement se coupant à angles droits.
Il est difficile de bien connaître l'aspect original du château, à cause des destructions qu'il eut à subir, mais aussi de la restauration-reconstruction du XIXe siècle. Les photographies antérieures à la restauration ne nous montrent qu'une fenêtre dans la grande salle du château et non quatre comme actuellement, les trois autres sont réalisées à la demande d'Ernest de Satgé, ainsi que le crénelage.
Néanmoins, il est probable que la base des remparts remonte au Xe siècle, à la vue d'un appareil de blocs de schistes, posés en épis à la base de l'enceinte, sur nord de la grande salle logeant la muraille méridionale, depuis la base de la salle voûtée (n°1), jusqu'au dessus de la porte d'entrée de la grande salle (n°5). Ce qui représente une hauteur d'environ 10 mètres.
Le mur méridional présente deux appareils superposés de la base, à la partie supérieure des grandes fenêtres on trouve des pierres de forme carrée ou rectangulaire sur environ 5 mètres de haut principalement en calcaire. Plus à l'ouest dans la partie supérieure c'est le schiste brun qui domine. Le mur occidental présente à peu près les mêmes dispositions, mais le schiste est plus présent en partie haute. Les pierres de taille en calcaire sont utilisées dans les angles nord-ouest et sud-ouest.
La base de la muraille de la face nord-ouest est en pierre de taille en calcaire blond à vacuoles sur environ une hauteur de deux mètres. L'enceinte du village qui se greffe sur ce mur de ce côté, est pourvue d'une poterne en plein cintre appareillée en pierres de taille. Elle était à l'origine renforcée de tours demi-cylindriques dont il n'en subsiste que huit. La muraille orientale du château présente la même composition que les autres, et c'est de ce côté que l'on trouve l'unique porte d'accès avec un arc en plein cintre en pierres calcaires, datée du XIIIe siècle. Elle devait probablement être surmontée d'une bretêche à l(origine. Cette porte donne accès à une avant-cour dans laquelle subsiste à gauche un corps de garde orienté nord-sud et voûté en plein cintre (n°1). Un escalier sonne accès à l'étage supérieur qui comporte une salle (n°2) superposée à celle du dessous, mais qui se prolonge jusqu'à l'angle sud-est par une autre salle (n°3). Il est possible qu'une salle existe au-dessus de cette dernière, elle serait alors située au même niveau et dans le prolongement du corps de garde. L'escalier longe le mur nord du bâtiment méridional jusqu'au niveau supérieur donnant accès à deux salles en équerre à partir de l'angle sud-est et de superficie différente. La plus petite (n°4), le long du mur oriental était autrefois voûtée. Elle était la salle où les vassaux des seigneurs venaient rendre hommage. On y pénétrait par une porte en plein cintre ouverte dans le mur ouest et donnant sur un ponceau amovible au dessus du couloir de l'escalier. Elle possédait une fenêtre ouverte dans la muraille orientale. Entre cette salle et le rocher constituant le sommet du rocher se situe une terrasse dans laquelle fut réalisée une citerne voûtée. Cette salle était l'unique accès grâce à une autre porte en plein cintre à la grande salle méridionale (n°5).

### La Chapelle
La salle (n°5) aurait servi à l'origine de chapelle citée en 1020 comme étant sous les vocables de  Saint-Pierre, de la Sainte-Croix et du Sépulcre du Seigneur. Cette salle orienté est-ouest va se  rétrécissant  dans la direction du couchant avec une dénivellation qui correspond au décrochement sur le mur nord. Cette salle est pourvue d'une fenêtre qui à l'extérieur est surmontée d'un linteau qui repose sur trois corbeaux, taillés en cavet. La salle suivante  possède également une fenêtre les deux étant datées du XIIIe siècle. Julien-Bernard Alart en donne une description qui n'a pu être confirmée lors des derniers travaux de restauration à savoir la présence de trois piliers rectangulaires engagés, de faible saillie de chaque côté qui auraient divisé ainsi la nef en quatre travées surmontés de corbeaux ou tailloirs en quart de cercle, supposés soutenir d'éventuels arcs diaphragmes ou des poutres. Par contre quatre tailloirs en quart de cercle pouvant provenir de ce lieu furent réemployés dans la reconstruction de la rampe d'accès extérieure.
Une chapelle, qui devint ensuite une collégiale augustine, est mentionnée dans le castrum de Castelnou au XIe siècle. Mais le terme de castrum désigne aussi bien le château que le village fortifié, on ne sait donc pas si cette chapelle se trouvait dans l'enceinte du château ou dans celle du village. Il ne reste rien de cette chapelle, l'église subsistante est celle de Sainta-Maria del Mercadal (« du marché »), à l'extérieur des remparts du village.

Dans le prolongement de la chapelle, on trouve la salle (n°6), dont le mur nord fut entièrement reconstruit au XIXe siècle

### Les communs
Le bâtiment du nord-ouest est une construction du XIXe siècle. A droite de la porte d'entrée  on peut voir des traces de toitures le long de la muraille nord, ce qui pourrait être  l'emplacement des écuries.

### Remparts du château
Une simple enceinte sans tours de flanquement, ni archères est en effet caractéristique d'une époque où la poliorcétique n'est pas développée. Les remparts crénelés mesurent trois mètres d'épaisseur. le crénelage actuel est une réalisation du XIXe siècle.
Les murailles furent renforcées au cours des XIe siècle et XIIIe siècle pierre équarrie en calcaire, ainsi qu'au début du XIVe siècle avec un appareillage en schistes. A sa construction cette muraille s'élevait à environ 12 à 15 mètres